# Topshelf Open 2013
Il Topshelf Open 2013 è stato un torneo di tennis giocato sull'erba. È stata la 24ª edizione del TOPSHELF Open, fino al 2009 noto come Ordina Open e dal 2010 al 2012 noto come UNICEF Open, facente parte della categoria ATP World Tour 250 series nell'ambito dell'ATP World Tour 2013, e della categoria International nell'ambito del WTA Tour 2013. È stato un evento combinato sia maschile che femminile, e si è giocato all'Autotron park di 's-Hertogenbosch, nei Paesi Bassi, dal 15 a 22 giugno 2013.

## Partecipanti ATP

### Teste di serie
| Nazionalità | Giocatore         | Ranking* | Testa di serie |
| ----------- | ----------------- | -------- | -------------- |
| Spagna      | David Ferrer      | 4        | 1              |
| Svizzera    | Stan Wawrinka     | 10       | 2              |
| Stati Uniti | John Isner        | 21       | 3              |
| Francia     | Benoît Paire      | 25       | 4              |
| Francia     | Jérémy Chardy     | 27       | 5              |
| Austria     | Jürgen Melzer     | 36       | 6              |
| Cipro       | Marcos Baghdatis  | 40       | 7              |
| Spagna      | Marcel Granollers | 41       | 8              |

* Le teste di serie sono basate sul ranking al 10 giugno 2013.

### Altri partecipanti
I seguenti giocatori hanno ricevuto una wild card per il tabellone principale:
- Marius Copil
- Thiemo de Bakker
- Jesse Huta Galung

I seguenti giocatori sono passati al tabellone principale attraverso le qualificazioni:

- Jan Hernych
- Stéphane Bohli
- Nicolas Mahut
- Lucas Pouille

## Partecipanti WTA

### Teste di serie
| Nazionalità | Giocatrice           | Ranking* | Testa di serie |
| ----------- | -------------------- | -------- | -------------- |
| Italia      | Roberta Vinci        | 11       | 1              |
| Slovacchia  | Dominika Cibulková   | 18       | 2              |
| Spagna      | Carla Suárez Navarro | 19       | 3              |
| Belgio      | Kirsten Flipkens     | 20       | 4              |
| Germania    | Mona Barthel         | 31       | 5              |
| Svizzera    | Romina Oprandi       | 32       | 6              |
| Polonia     | Urszula Radwańska    | 38       | 7              |
| Francia     | Kristina Mladenovic  | 39       | 8              |

* Le teste di serie sono basate sul ranking al 10 giugno 2013.

### Altri partecipanti
I seguenti giocatori hanno ricevuto una wild card per il tabellone principale:
- Michaëlla Krajicek
- Arantxa Rus
- Daniela Hantuchová

Le seguenti giocatrici sono passate dalle qualificazioni:

- Julija Putinceva
- Garbiñe Muguruza
- Andrea Hlaváčková
- An-Sophie Mestach

## Campioni

### Singolare maschile
Nicolas Mahut ha sconfitto in finale  Stan Wawrinka per 6-3, 6-4.
- È il primo titolo in carriera per Mahut.

### Singolare femminile
Simona Halep ha sconfitto in finale  Kirsten Flipkens per 6-4, 6-2.
- È il secondo titolo in carriera per Simona Halep.

### Doppio maschile
Maks Mirny /  Horia Tecău hanno sconfitto in finale  Andre Begemann /  Martin Emmrich per 6-3, 7–6(4).

### Doppio femminile
Irina-Camelia Begu /  Anabel Medina Garrigues hanno sconfitto in finale  Dominika Cibulková /  Arantxa Parra Santonja per 4-6, 7–6(3), [11-9]